# Сфикия
Сфикия, още Восово или Восова (на гръцки: Σφηκιά, до 1926 година Βόσσοβα, Восова), е село в Република Гърция, област Централна Македония, дем Бер.

## География
Селото е разположено на 600 m надморска височина в западните склонове на планината Фламбуро (Пиерия), южно от демовия център Бер (Верия).

## История

### Античност
Църквата „Свети Димитър“ е построена в XI - XII век върху средния кораб на раннохристиянска базилика. На 500 m южно от нея са развалините на втора раннохристиянска базилика.

### В Османската империя
В края на XIX век селото е в Берска каза на Османската империя. Александър Синве („Les Grecs de l’Empire Ottoman. Etude Statistique et Ethnographique“) в 1878 година пише, че във Восова (Vossova), Берска епархия, живеят 300 гърци. Според статистиката на Васил Кънчов („Македония. Етнография и статистика“) в 1900 година в Весово (Вешова) живеят 255 гърци християни. По данни на секретаря на Българската екзархия Димитър Мишев („La Macédoine et sa Population Chrétienne“) в 1905 година във Весово (Вешова) (Vessovo, Vechova) има 255 гърци.
В 1910 година в Везова (Βέζοβα) има 255 жители патриаршисти.
Спирос Лукатос посочва „език на жителите гръцки“.
При преброяването в 1912 година селото е отбелязано с език гръцки и религия християнска.

### В Гърция
През Балканската война в 1912 година в селото влизат гръцки части и след Междусъюзническата в 1913 година Восово остава в Гърция. При преброяването от 1913 година в селото има 293 мъже и 362 жени. В 1926 година името на селото е сменено на Сфикия.
| Име    | Име     | Ново име | Ново име | Описание                                            |
| ------ | ------- | -------- | -------- | --------------------------------------------------- |
| Лунга  | Λουγκά  | Лонгос   | Λόγγος   | местност на ЮЗ от Сфикия по десния бряг на Бистрица |
| Бамбас | Μπαμπάς | Вамвас   | Βάμβας   |                                                     |

| Година    | 1913 | 1920 | 1928 | 1940 | 1951 | 1961 | 1971 | 1981 | 1991 | 2001 | 2011 | 2021 |
| --------- | ---- | ---- | ---- | ---- | ---- | ---- | ---- | ---- | ---- | ---- | ---- | ---- |
| Население | 655  | 469  | 536  | 661  | 669  | 842  | 634  | 521  | 565  | 473  | 382  | 343  |

## Личности
Родени в Сфикия
- Анагностис (Αναγνώστης), гръцки андартски деец, епитроп на местното гръцко училище[12]
- Анагностис или Димитрис Будзьонас (Αναγνώστης ή Δημήτρης Μπουτζιώνας), гръцки андартски деец, агент от трети ред[12]
- Анагностис Пецавас, участник в Гръцката война за независимост заедно с чичо си Михаил Пецавас
- Василиос Атанасиу (Βασίλειος Αθανασίου), гръцки андартски деец, епитроп на местното гръцко училище[12]
- Василиос Сердарис (Βασίλειος Σερδάρης), гръцки андартски деец, агент от трети ред, подпомага капитаните Мазаракис, Рокас, Малеас, Коракас, Гарефис и Канаваракис, след опит за убийство през 1908 година бяга в САЩ[12]
- Димитриос Антониу (Δημήτριος Αντωνίου), гръцки андартски деец, епитроп на местното гръцко училище[12]
- Димитриос Камцис (Δημήτριος Καμτσής), гръцки андартски деец, епитроп на местното гръцко училище[12]
- Емилиос Киру (р. 1959), австралийски юрист
- Михаил Пецавас (? - 1838), гръцки революционер
- Панайотис Лазопулос (1884 - ?), гръцки андартски деец